# Kitagawa Utamaro
Kitagawa Utamaro (喜多川 歌麿) (1753 - 1806) (seu nome se fala igualmente como Outamaro e Utamaru) era um pintor de estampas japonês, considerado um dos melhores artistas das pinturas chamadas ukiyo-e. É conhecido principalmente  por suas magistrais posições de mulheres, conhecidas como bijinga. Também desenvolveu estudos da natureza, em particular livros ilustrados de inseto.

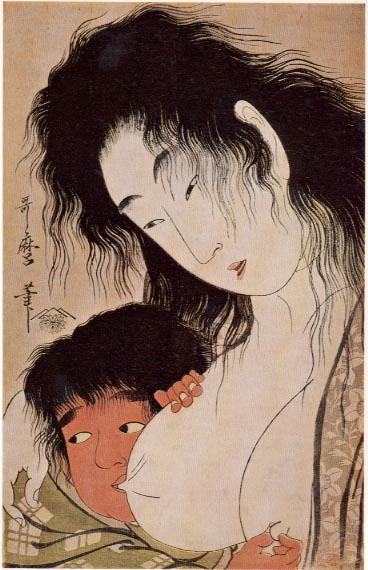
Uma da série de pinturas de Yamanba e Kintaro Sakazuki por Utamaro

Sua obra chegou a Europa em meados do século XIX, onde se tornou muito popular, desfrutando especial aceitação na França. Influenciou os impressionistas europeus, particularmente por seu uso de olhares parciais, com enfase na luz e sombra.[carece de fontes?]